# Antirrhinum subbaeticum
Antirrhinum subbaeticum là một loài thực vật]] thuộc họ Plantaginaceae. Đây là loài đặc hữu của Tây Ban Nha. Môi trường sống tự nhiên của chúng là vùng nhiều đá. Chúng hiện đang bị đe dọa vì mất môi trường sống.